# Krawat powieszony w łaźni
Krawat powieszony w łaźni – drugi singel zespołu Madame, wydany przez firmę Tonpress w 1986 roku.

## Lista utworów
1. Krawat powieszony w łaźni
2. Dzień narodzin

## Skład
- Robert Gawliński – wokal
- Robert Sadowski – gitary
- Piotr Jóźwiak – gitara basowa
- Sławek Słociński – perkusja